# Garden Grove (Florida)
Garden Grove es un lugar designado por el censo ubicado en el condado de Hernando en el estado estadounidense de Florida. En el Censo de 2010 tenía una población de 674 habitantes y una densidad poblacional de 262,07 personas por km².

## Geografía
Garden Grove se encuentra ubicado en las coordenadas 28°28′18″N 82°26′4″O / 28.47167, -82.43444. Según la Oficina del Censo de los Estados Unidos, Garden Grove tiene una superficie total de 2.57 km², de la cual 2.55 km² corresponden a tierra firme y (0.91%) 0.02 km² es agua.

## Demografía
Según el censo de 2010, había 674 personas residiendo en Garden Grove. La densidad de población era de 262,07 hab./km². De los 674 habitantes, Garden Grove estaba compuesto por el 94.07% blancos, el 2.37% eran afroamericanos, el 0.45% eran amerindios, el 0.74% eran asiáticos, el 0% eran isleños del Pacífico, el 1.78% eran de otras razas y el 0.59% pertenecían a dos o más razas. Del total de la población el 5.93% eran hispanos o latinos de cualquier raza.